# Step Up 2: The Streets
Step Up 2: The Streets is een muziekfilm uit 2008 onder regie van Jon M. Chu. De film is het vervolg op Step Up uit 2006. Streetdance en met name breakdance staan centraal in de productie, die een Teen Choice Award won in de categorie drama.

## Verhaal
Hoofdpersoon Andie (Briana Evigan) woont bij de beste vriendin van haar overleden moeder in Baltimore. Ze danst bij de streetdance crew The 410, waaraan ze meer tijd besteed dan aan school. De groep fungeert als een soort substituut-familie voor haar en staat bekend als de beste dansformatie in de buurt. Andie komt alleen geregeld in de problemen vanwege haar spijbelen en verstoort met The 410 regelmatig de openbare orde. Haar stiefmoeder Sarah (Sonja Sohn) is dit zo zat dat ze haar naar haar tante in Texas wil sturen. Andie's vriend Tyler (Channing Tatum, de hoofdrolspeler uit deel 1) - die zij ziet als broer - overtuigt Sarah niettemin om Andie een laatste kans te geven, mits deze wordt aangenomen op de Maryland School of the Arts (MSA) en zich daar goed inzet.
Andie doet tijdens haar auditie voor een jury van de MSA een hiphop-dans, waar de jury niet van onder de indruk is. Een van de juryleden is een van de beste studenten, Chase Collins (Robert Hoffman). Hij ziet Andie als enige wel zitten én is de broer van schooldirecteur en dansgrootheid Blake Collins (Will Kemp), die beweert van iedereen een goede danser te kunnen maken. Chase daagt zijn broer uit om het met Andie te proberen, waardoor deze toch wordt aangenomen.
Andie heeft een druk programma op de MSA en omdat haar stijl niet de gewenste is, wil Blake haar na de officiële schooluren daarbij nog bijlessen geven. Ze moet deze lessen wel volgen omdat ze anders alsnog naar Texas moet, maar mist steeds meer repetities van The 410. Wanneer uitkomt dat dit komt doordat ze lessen aan de 'hooghartige' MSA volgt, wordt ze uit de groep verbannen. Haar voormalige vrienden kijken haar vanaf dat moment met de nek aan.

Niettemin heeft Andie aan de MSA inmiddels een aantal vrienden gemaakt die meer willen dan alleen dansen in het strakke keurslijf waarin de school ze dwingt. Vrouwenidool Chase is inmiddels tot haar doorgedrongen en hij stelt haar voor aan een aantal bekenden van hem in de vorm van Jenny Kido (Mari Koda), Hair (Christopher Scott), Fly (Janelle Cambridge), Monster (Luis Rosado), Cable (Harry Shum jr.) en Smiles (LaJon Dantzler). Met Moose (Adam G. Sevani) raakte Andie al op dag één bevriend. Deze zag ze voor een wat slungelige 'nerd' van de technische afdeling aan, maar hij doet Andie's mond openvallen wanneer hij zijn vaardigheden toont op de melodie van de beltoon van zijn telefoon.
Samen vormen ze hun eigen crew. Daar sluit vervolgens ook Missy (Danielle Polanco) zich bij aan, die Andie miste en daarop uit The 410 vertrokken is. Hoewel de nieuwe crew in eerste instantie lang niet kan tippen aan het niveau van The 410 en door hen vernederd wordt, zetten ze door. Ze zijn vast van plan uiteindelijk de strijd aan te binden met Andie's voormalige groep op een danstoernooi genaamd The Streets, dat alleen bedoeld is voor groepen uit de buurt. The 410 won deze wedstrijd de laatste vijf keren. Hun leiders zijn lang niet blij met Andie's nieuwe vrienden. Ze verwoesten de dansschool en slaan Chase op straat met drie man in elkaar. Het blijkt ze al lang niet meer te doen om de redenen waar The 410 en The Streets ooit om begonnen, maar om status en macht.

Wanneer Andie en haar nieuwe vrienden zich melden tijdens het The Streets-toernooi, zien ze The 410 een strakke show geven en tot winnaar benoemd worden nog voor zij een kans hebben gekregen. Aangezien de organisatoren dit ook niet van plan zijn, vertrekken ze naar buiten om daar in de stromende regen toch hun show te geven. Daarbij doen ze iedereen versteld staan met de vaardigheden die de leden van Andie's crew tentoonstellen. Langzaam maar zeker winnen ze het gehele publiek voor zich en druipt The 410 af. Blake is ongezien ook komen kijken naar het evenement dat hij ten strengste afkeurt. Na de verwoesting van zijn school stuurde hij Andie van school, maar hij is na het zien van The Streets onder de indruk geraakt van de onorthodoxe dansmethoden én van Andie's toewijding. Daarom mag ze per direct terugkomen.

## Discografie

### Albums
| Album met eventuele hitnotering(en) in de Nederlandse Album Top 100 | Datum van verschijnen | Datum van binnenkomst | Hoogste positie | Aantal weken | Opmerkingen |
| ------------------------------------------------------------------- | --------------------- | --------------------- | --------------- | ------------ | ----------- |
| Step Up                                                             | 2006                  | 30-09-2006            | 82              | 1            | Soundtrack  |
| Step Up 2 - The streets                                             | 2008                  | 15-03-2008            | 97              | 2            | Soundtrack  |
| Step Up 3D                                                          | 23-07-2010            | 14-08-2010            | 80              | 3            | Soundtrack  |

| Album met hitnotering(en) in de Vlaamse Ultratop 200 albums | Datum van verschijnen | Datum van binnenkomst | Hoogste positie | Aantal weken | Opmerkingen |
| ----------------------------------------------------------- | --------------------- | --------------------- | --------------- | ------------ | ----------- |
| Step Up                                                     | 2006                  | 24-02-2007            | 79              | 5            | Soundtrack  |
| Step Up 2 - The streets                                     | 2008                  | 08-03-2008            | 12              | 28           | Soundtrack  |
| Step Up 3D                                                  | 2010                  | 07-08-2010            | 4               | 21*          | Soundtrack  |